# Бэрага (округ)
Бэрага, или Ба́рага (англ. Baraga County), — округ в штате Мичиган, США. Официально образован 19 февраля 1875 года. По состоянию на 2010 год, численность населения составляла 8 860 человек.

## География
По данным Бюро переписи США, общая площадь округа равняется 2 768,713 км2, из которых 2 325,822 км2 суша и 442,890 км2 или 16,000 % это водоёмы.

## Население
По данным переписи населения 2010 года в округе проживает 8 860 жителей в составе 3 444 домашних хозяйств и 2 209 семей. Плотность населения составляет 4,00 человека на км2. На территории округа насчитывается 5 270 жилых строений, при плотности застройки около 2,00-х строений на км2. Расовый состав населения: белые — 75,00 %, афроамериканцы — 13,10 %, коренные американцы (индейцы) — 7,20 %, азиаты — 0,10 %, гавайцы — 0,00 %, представители других рас — 0,20 %, представители двух или более рас — 4,40 %. Испаноязычные составляли 1,00 % населения независимо от расы.
В составе 25,20 % из общего числа домашних хозяйств проживают дети в возрасте до 18 лет, 47,40 % домашних хозяйств представляют собой супружеские пары проживающие вместе, 10,90 % домашних хозяйств представляют собой одиноких женщин без супруга, 35,90 % домашних хозяйств не имеют отношения к семьям, 31,60 % домашних хозяйств состоят из одного человека, 13,00 % домашних хозяйств состоят из престарелых (65 лет и старше), проживающих в одиночестве. Средний размер домашнего хозяйства составляет 2,28 человека, и средний размер семьи 2,82 человека.
Возрастной состав округа: 20,20 % моложе 18 лет, 7,00 % от 18 до 24, 25,70 % от 25 до 44, 29,70 % от 45 до 64 и 29,70 % от 65 и старше. Средний возраст жителя округа 42.9 лет. На каждые 100 женщин приходится 0,00 мужчин. На каждые 100 женщин старше 18 лет приходится 0,00 мужчин.
Средний доход на домохозяйство в округе составлял 40 115 USD, на семью — 50 996 USD. Доход на душу населения составлял 19 076 USD. Около 9,50 % семей и 13,00 % общего населения находились ниже черты бедности, в том числе — 19,20 % молодежи (тех, кому ещё не исполнилось 18 лет) и 6,70 % тех, кому было уже больше 65 лет.